# Daihatsu Rocky (A200)
Daihatsu Rocky (A200/A250) (яп. ダ イ ハ ツ ・ ロ ッ キ ー, хепбёрн: Daihatsu Rokkī) — субкомпактный кроссовер производства Daihatsu. Он был представлен на 46-м Токийском автосалоне 23 октября 2019 года под названием «Daihatsu Rocky». На японском рынке автомобиль пришёл на смену Bego и поступил в продажу 5 ноября 2019 года. Также автомобиль выпускается компанией Toyota как Toyota Raize (яп. ト ヨ タ ・ ラ イ ズ, хепбёрн: Toyota Raizu) и Subaru под названием Subaru Rex (яп. スバル・レックス, хепбёрн: Subaru Rekkusu).
За пределами Японии автомобиль также выпускается в Индонезии и Малайзии. Индонезийские варианты Rocky и Raize продаются с апреля 2021 года и экспортируются под названием Raize в 50 странах. Малайзийские варианты выпускаются компанией Perodua под названием Perodua Ativa с февраля 2021 года.

## Описание
Разработка автомобиля Daihatsu Rocky началась в 2017 году под руководством главного инженера Daihatsu Нобухико Оно. Модель построена на платформе DNGA-A и позиционируется как автомобиль сегмента A, расположенный ниже Yaris Cross.

В 2017 году был представлен концепт-кар DN Trec. Индекс Rocky ранее присваивался внедорожникам Feroza и Rugger. Rocky A200 выпускается только в Японии, а модели, выпускаемые в Индонезии, получили индекс A250.

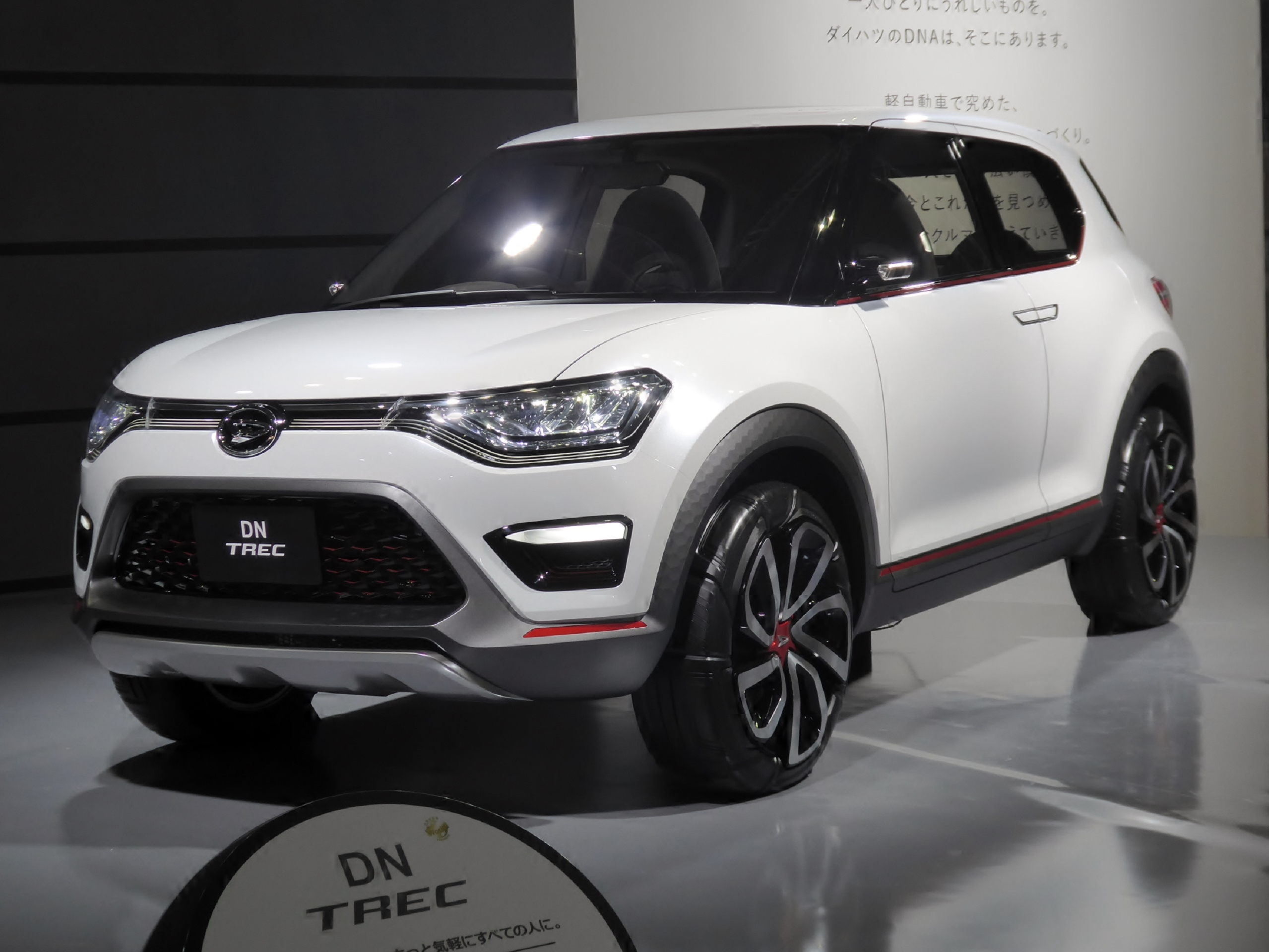
DN Trec
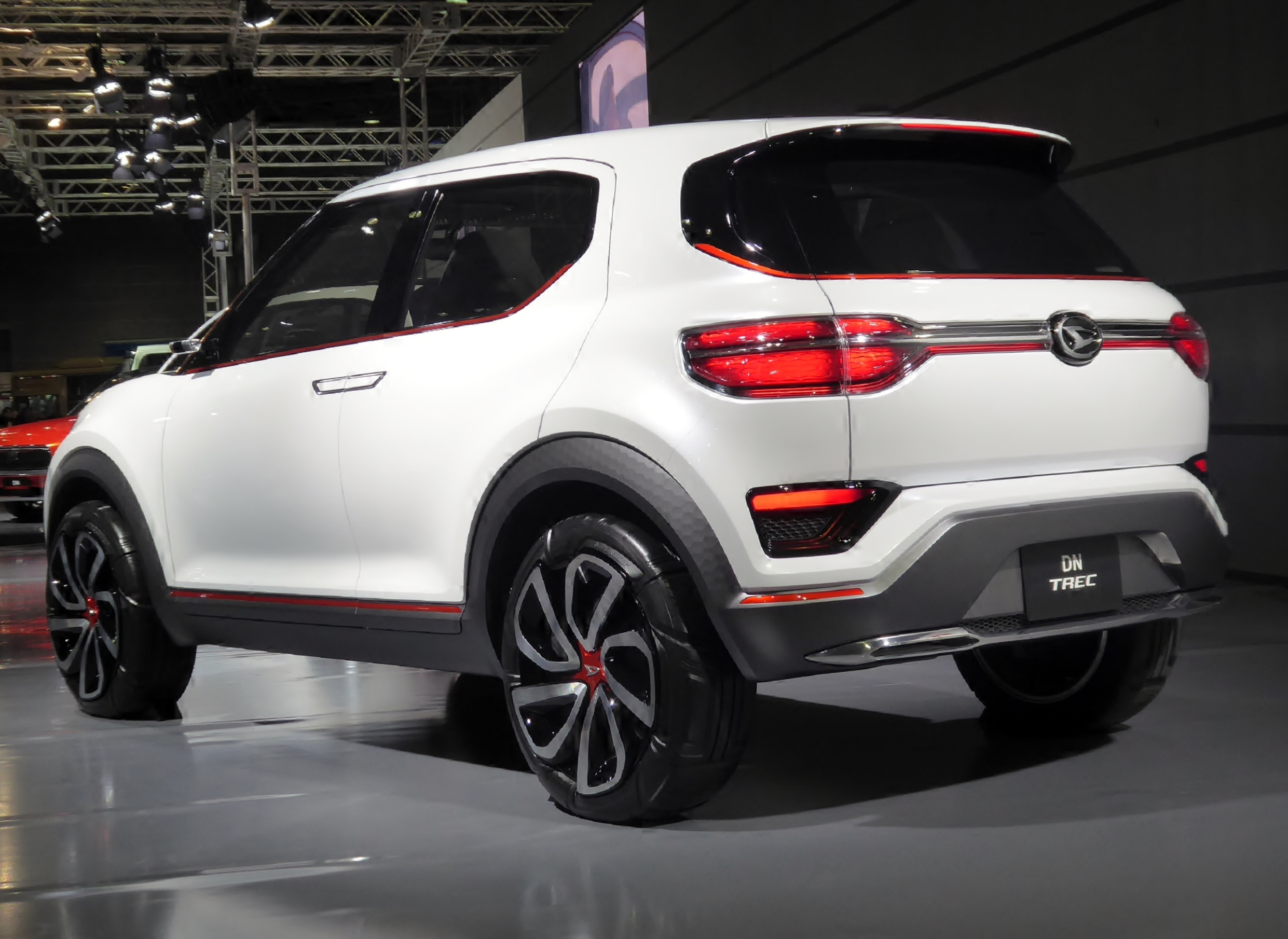
Вид сзади
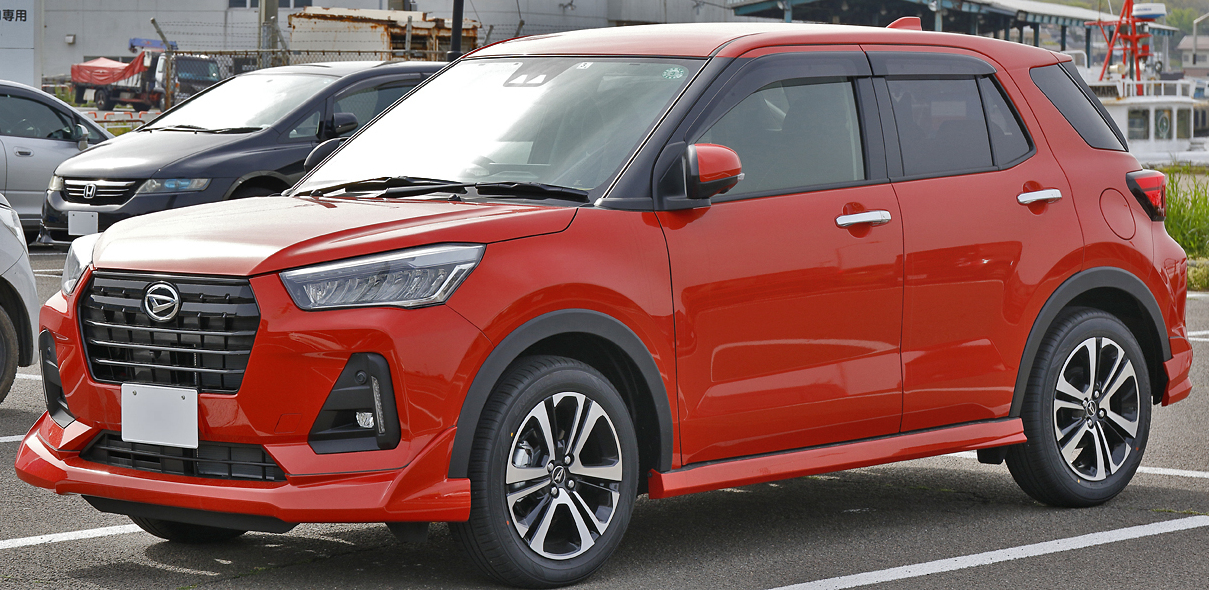
Rocky G (A200S)
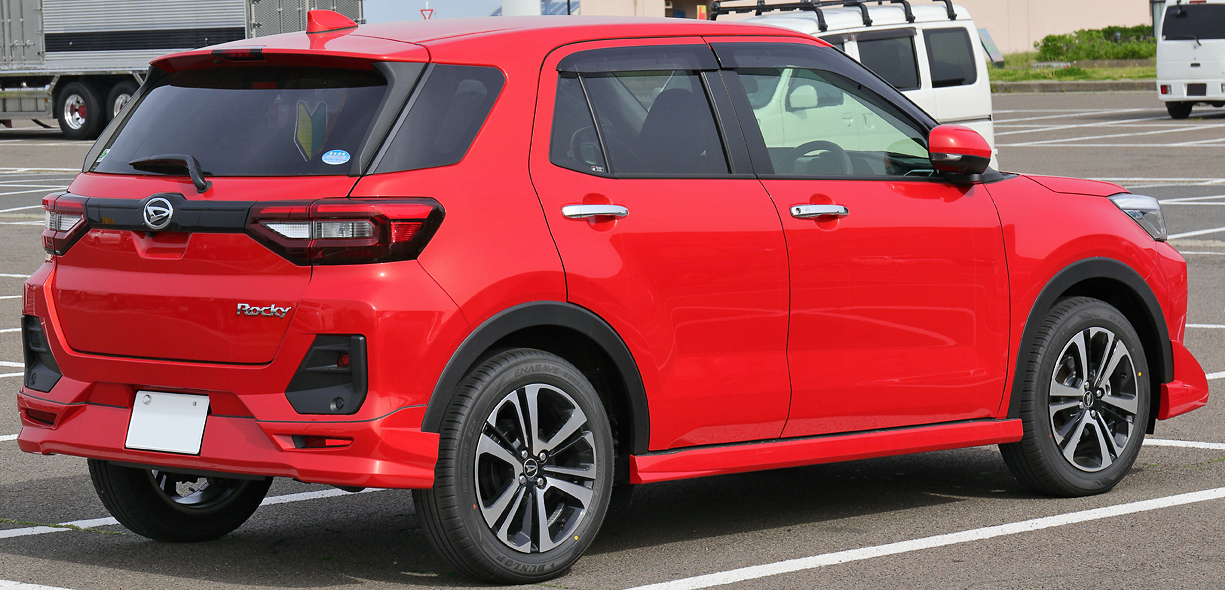
Вид сзади
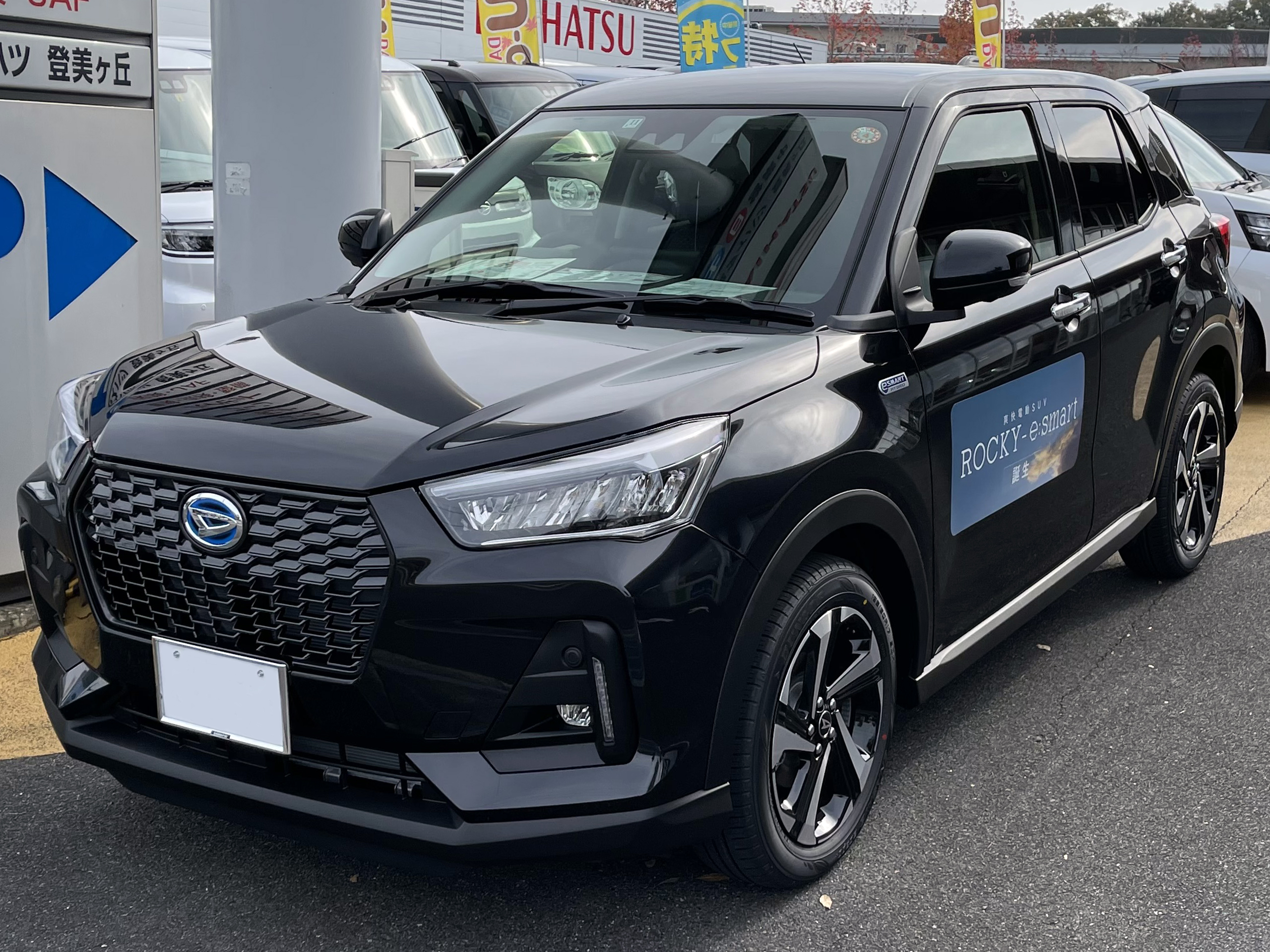
2021 Rocky Premium G HEV (A202S)
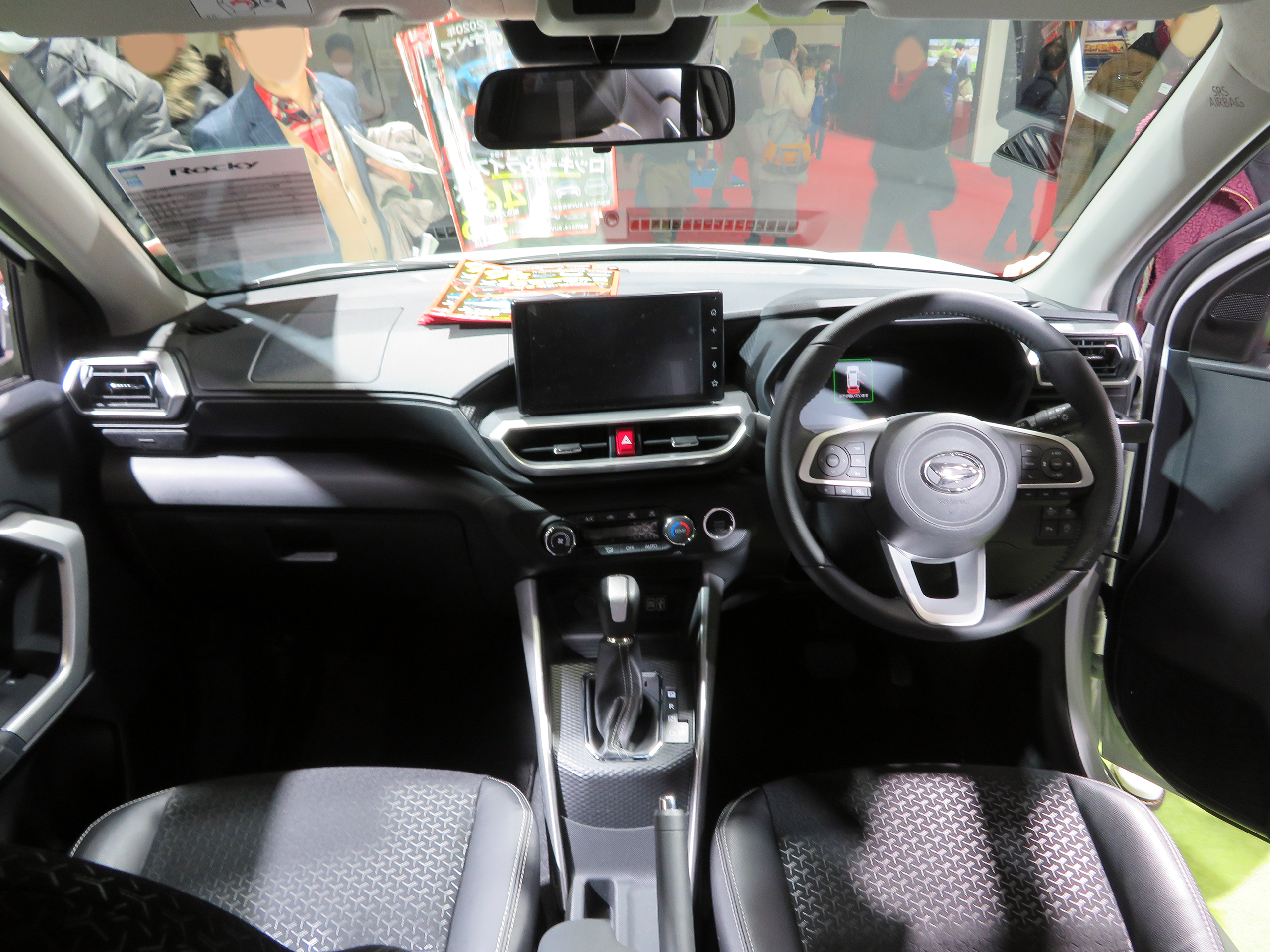
Интерьер
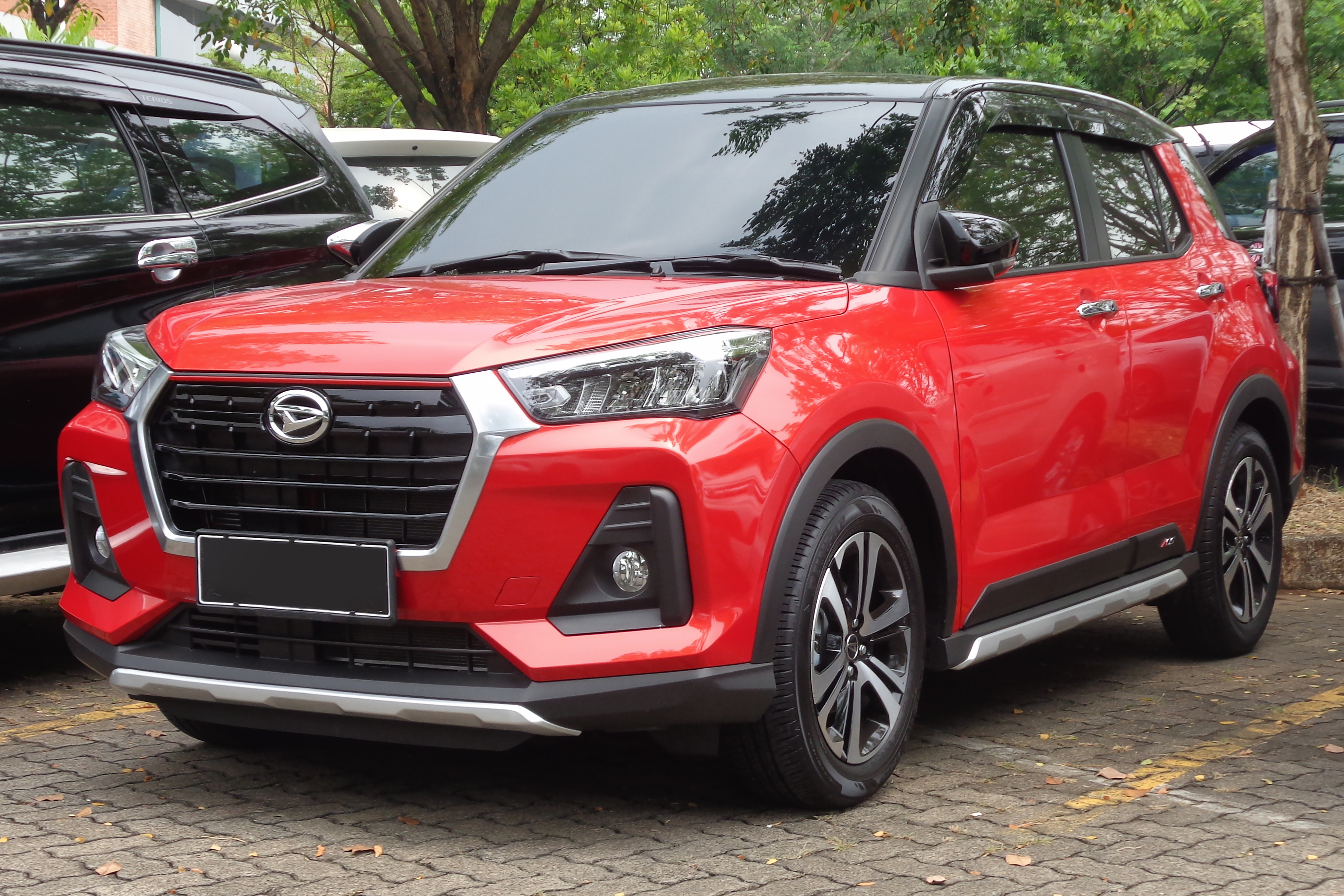
2021 Rocky 1.0 R TC ADS Package (A250RS)

## Toyota Raize
Daihatsu Rocky (A200) получил название Toyota Raize в Японии и на большинстве мировых рынков. От базовой модели Raize отличается передней частью в стиле Toyota. Название Raize произошло от слова Rise, что в переводе с английского означает подъём.

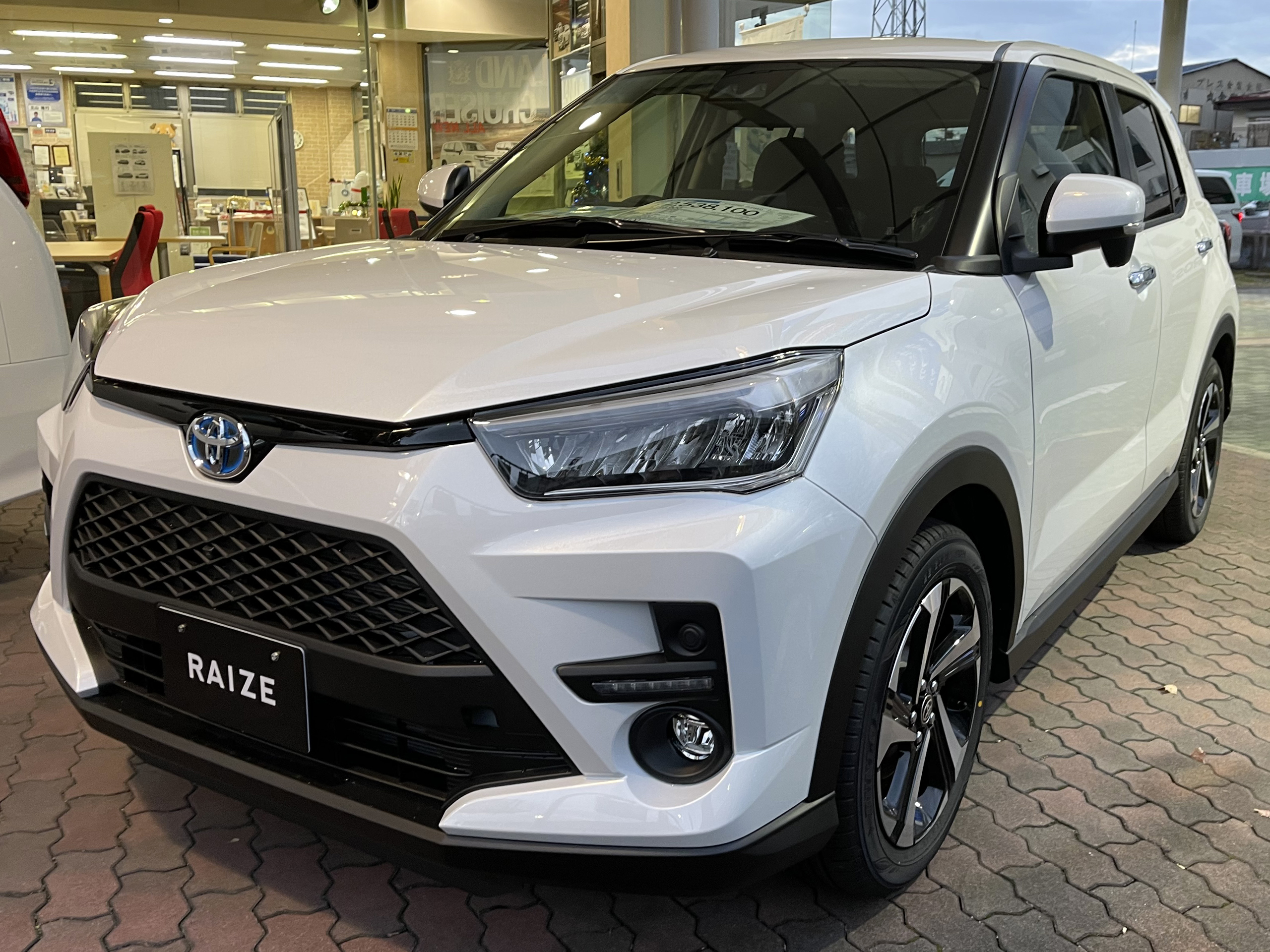
2021 Toyota Raize Hybrid Z (A202A)
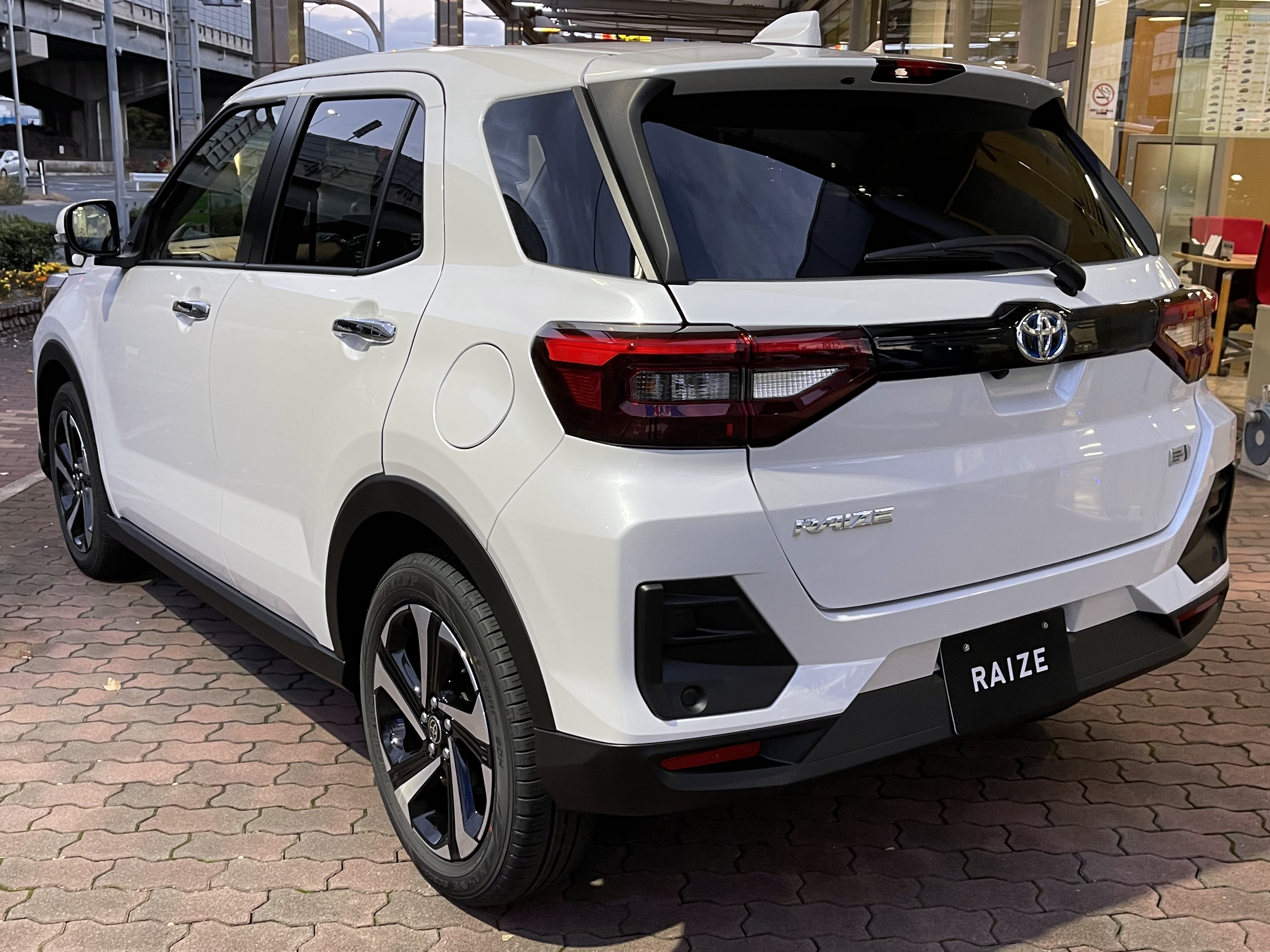
2021 Raize Hybrid Z (A202A)
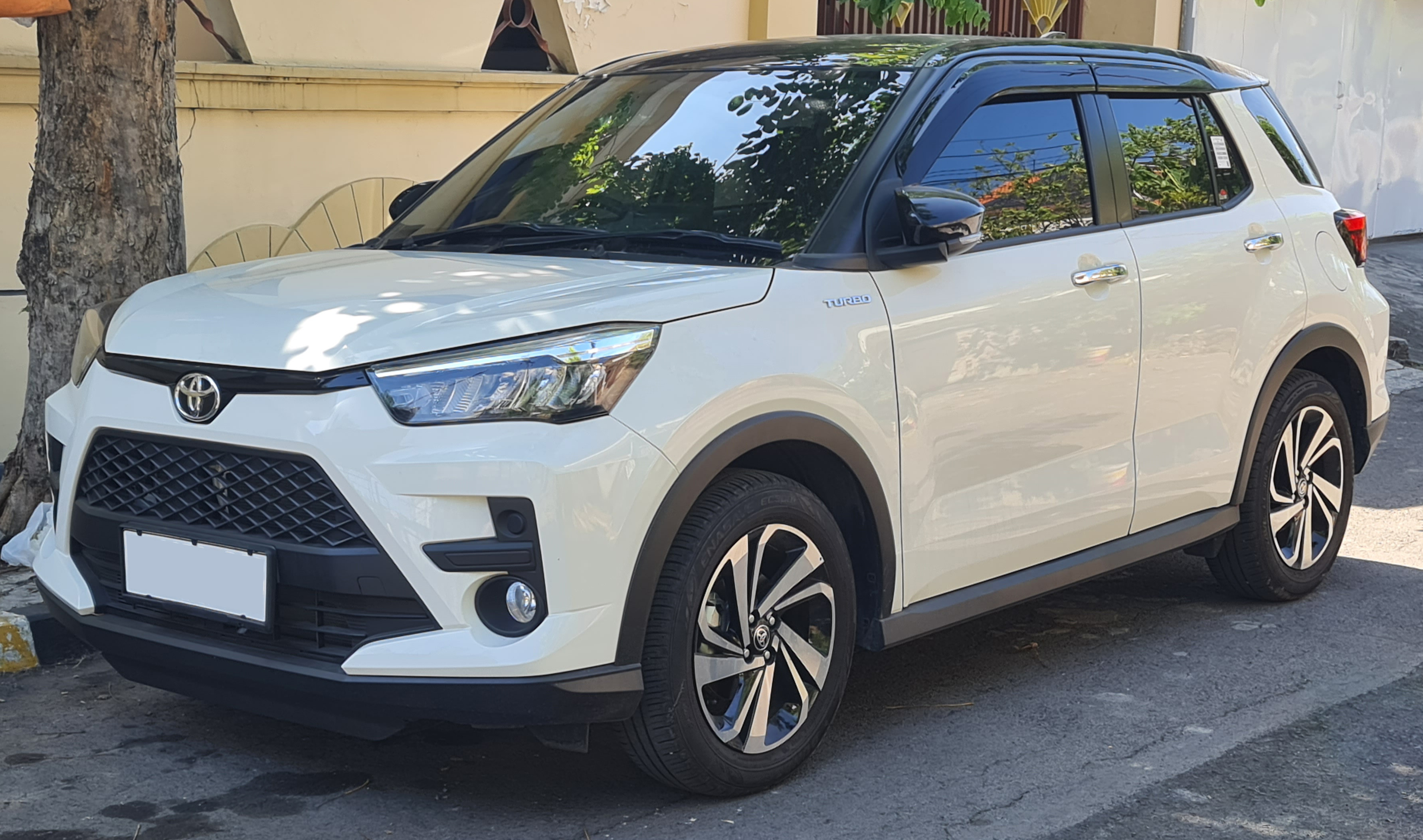
2022 Raize 1.0 Turbo G (A250RA)
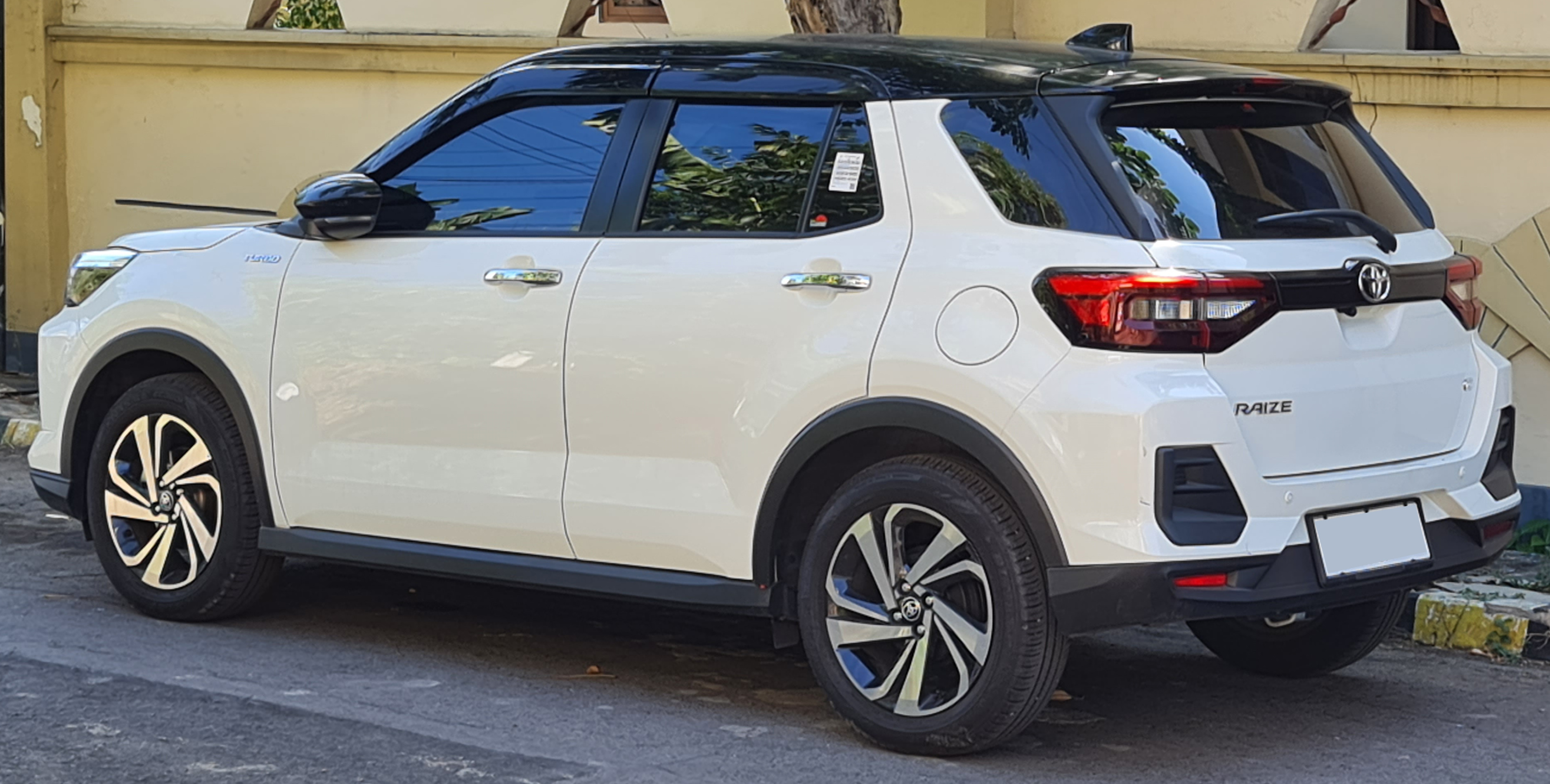
2022 Raize 1.0 Turbo G (A250RA)
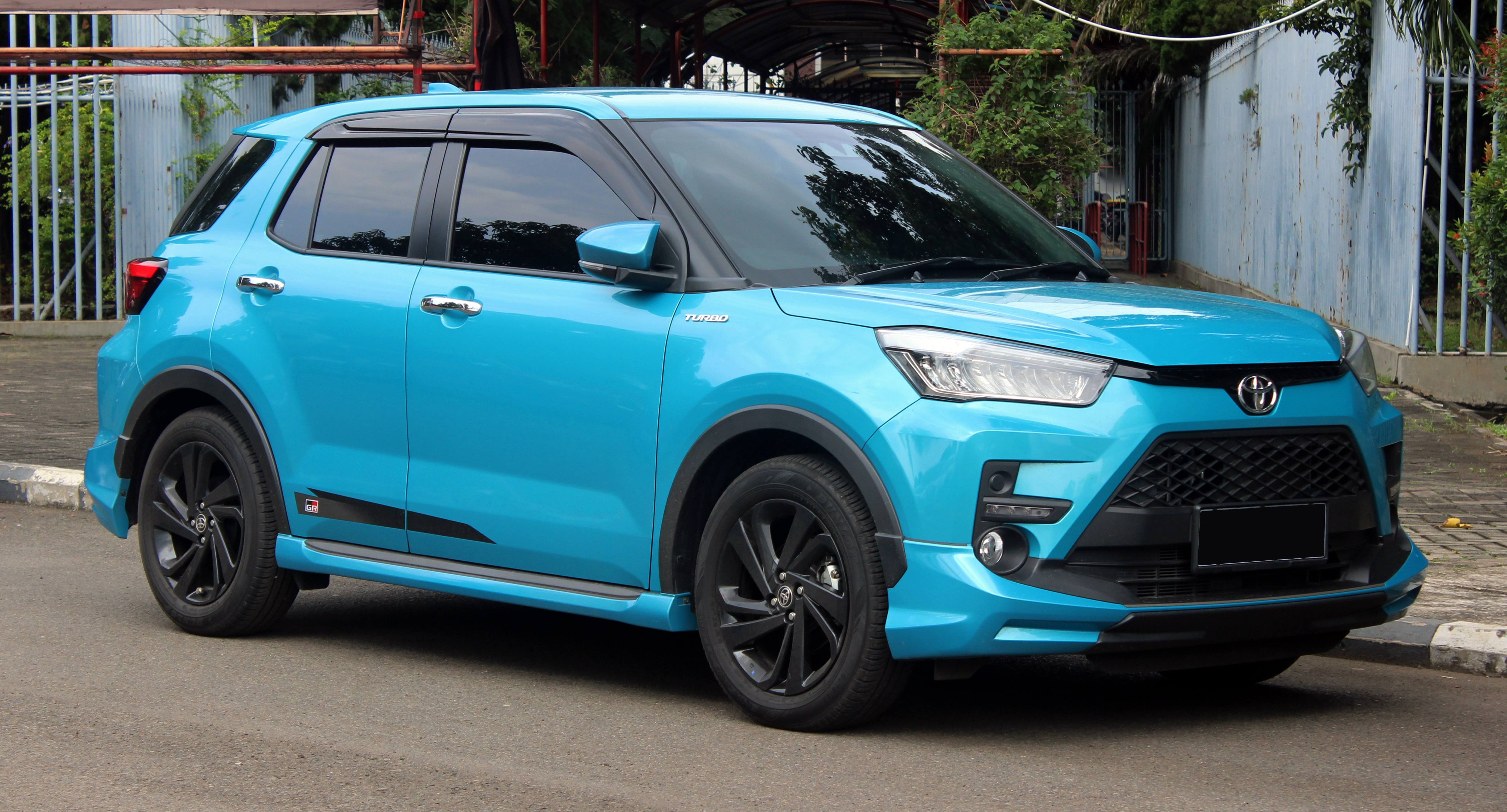
2021 Raize 1.0 Turbo GR Sport TSS (A250RA)
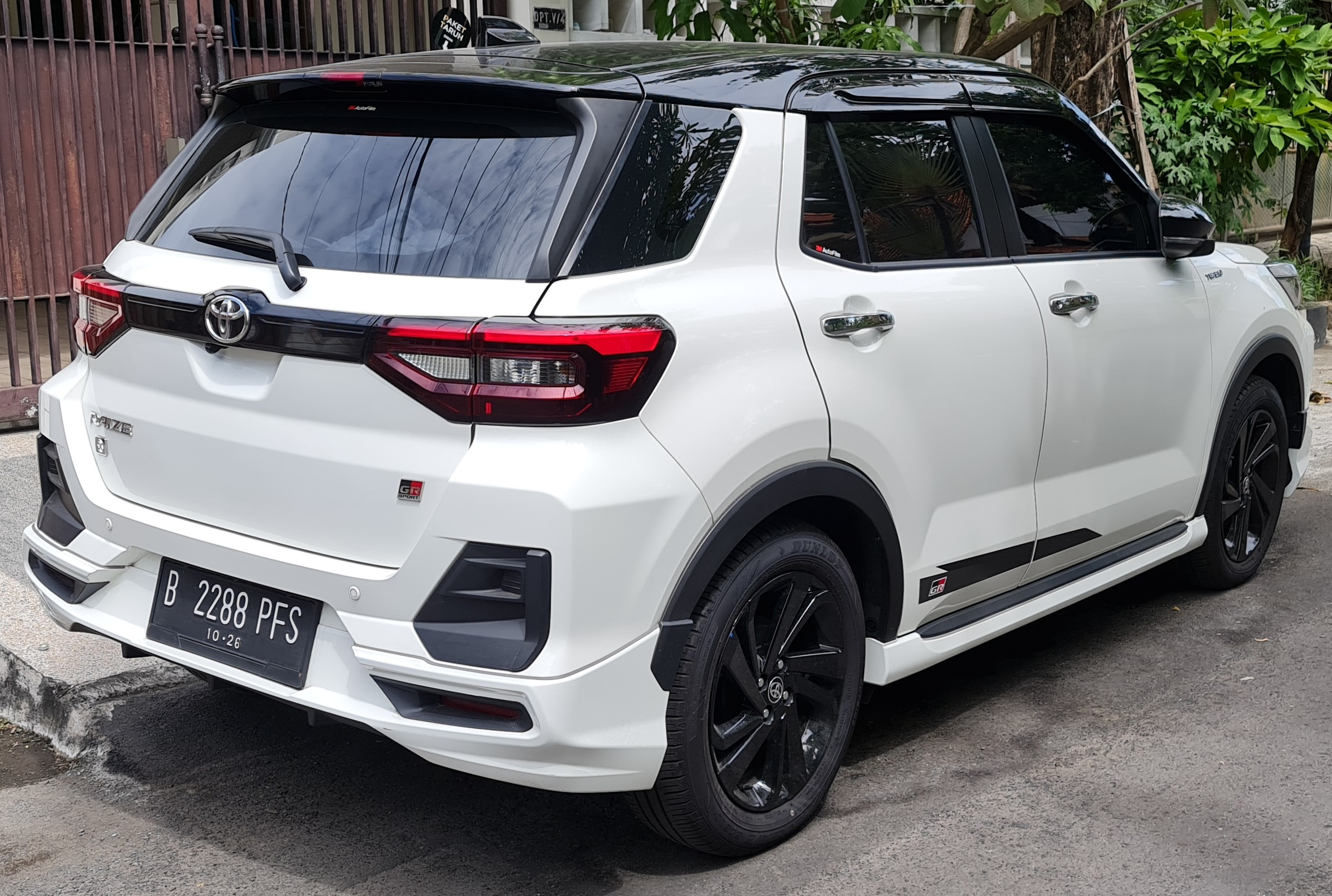
2021 Raize 1.0 Turbo GR Sport (A250RA)

## Subaru Rex
Subaru Rex выпускается с 11 ноября 2022 года в комплектациях G и Z с двигателем WA-VE в паре с вариатором. Всего выпускается 150 автомобилей в месяц.

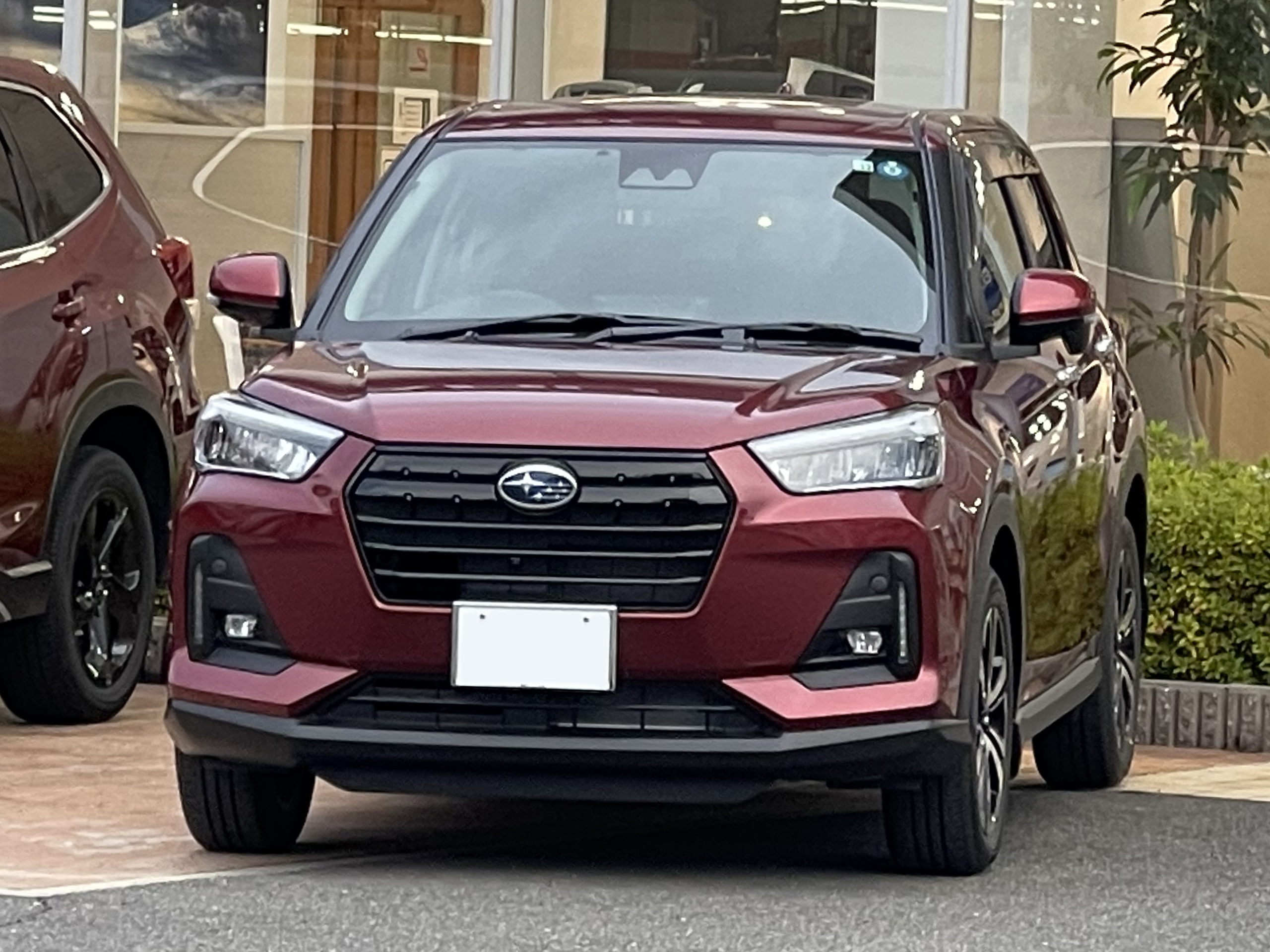
Вид спереди
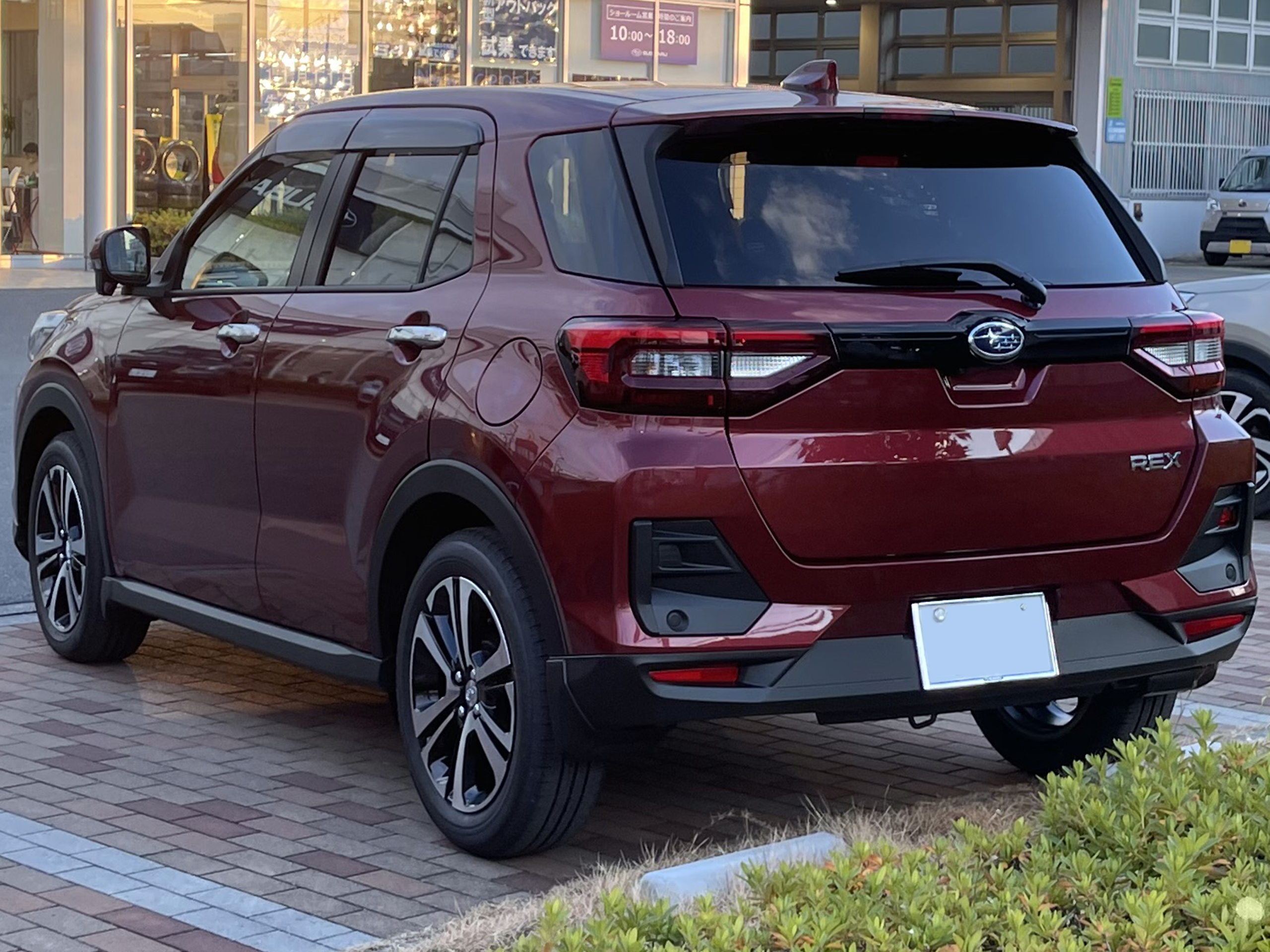
Вид сзади

## Perodua Ativa
Perodua Ativa выпускается в Малайзии с 19 февраля 2021 года и продаётся с 3 марта 2021 года. Название Ativa происходит от португальского ativo, что означает активность. Индекс модели A270.

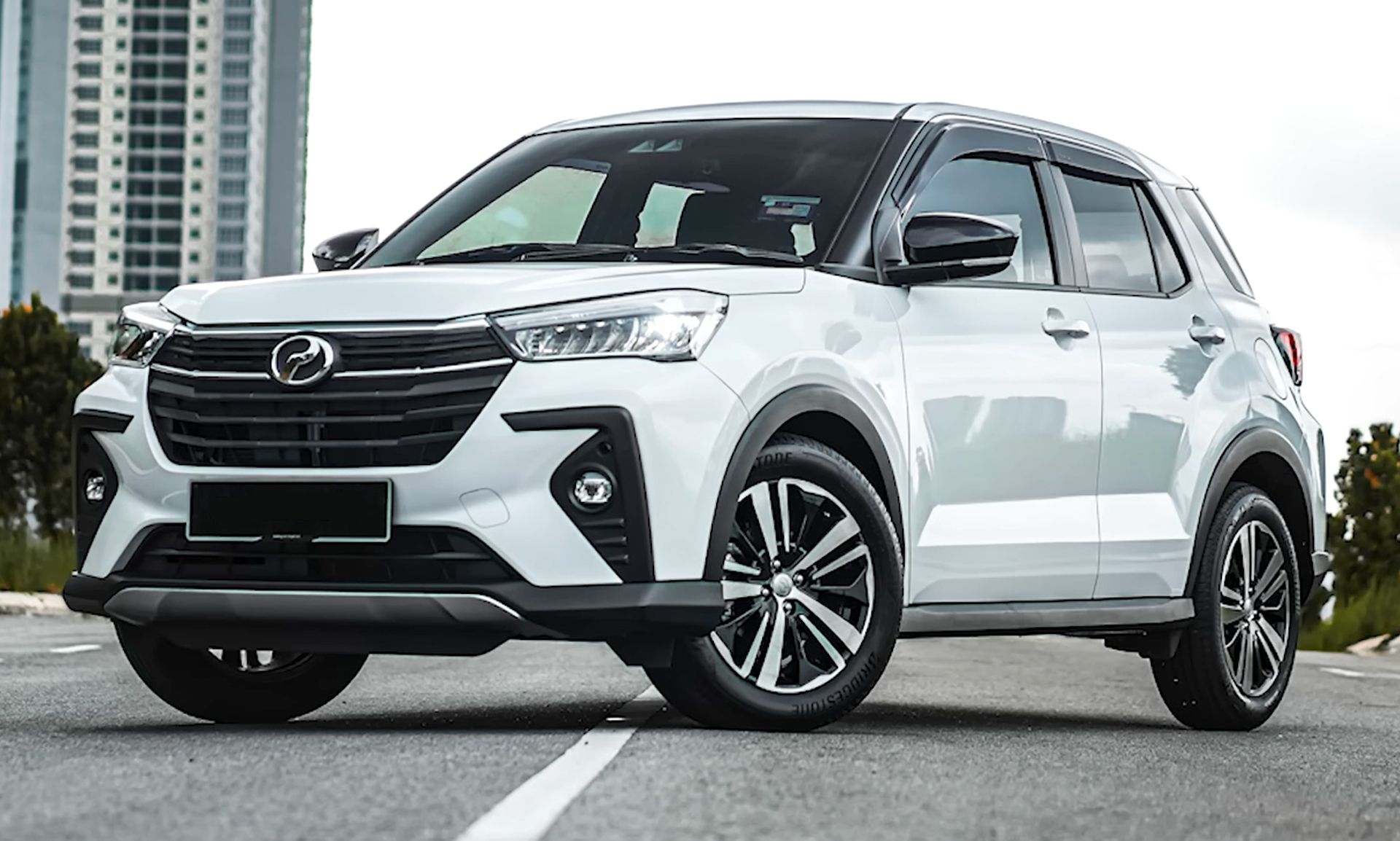
2021 Perodua Ativa H (A270RS)
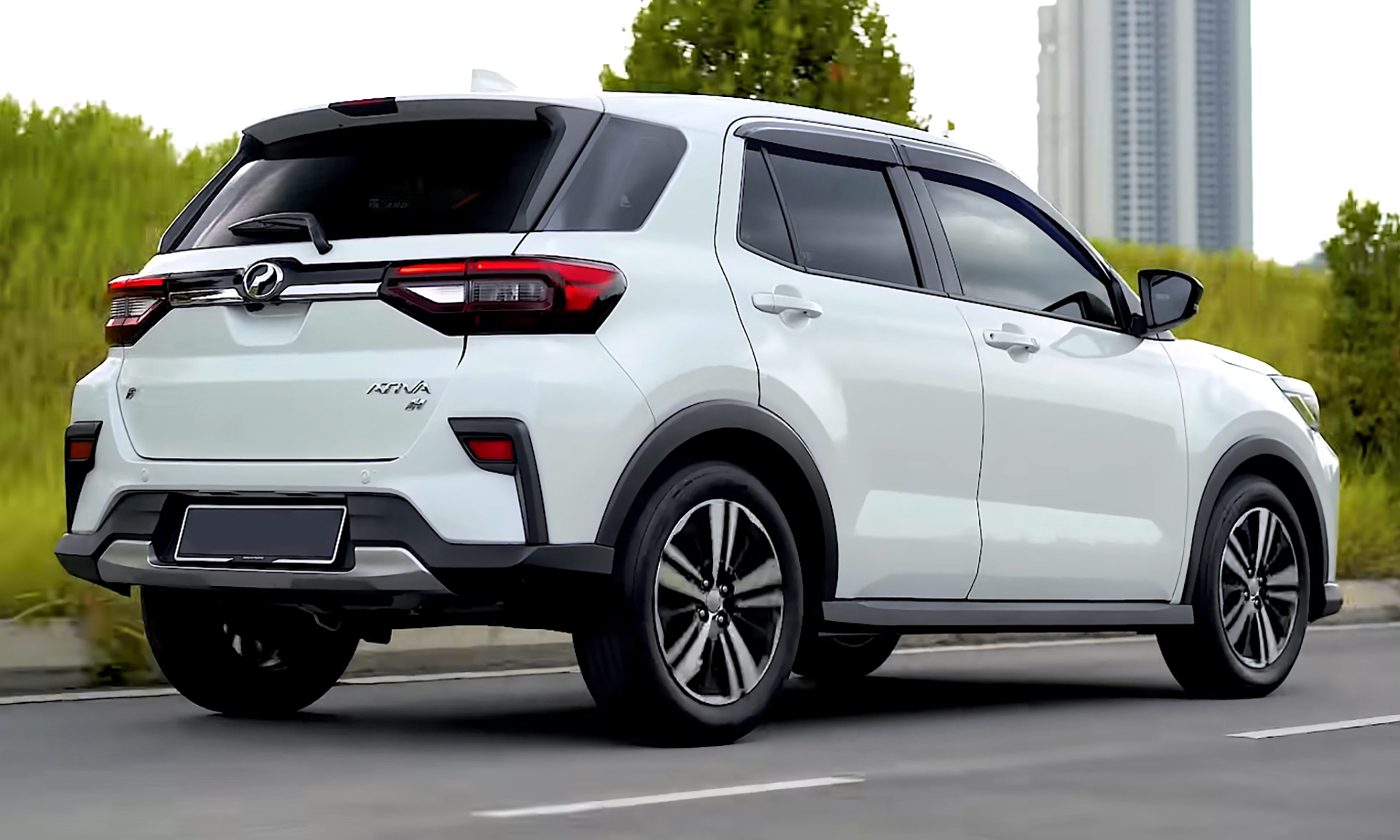
Вид сзади
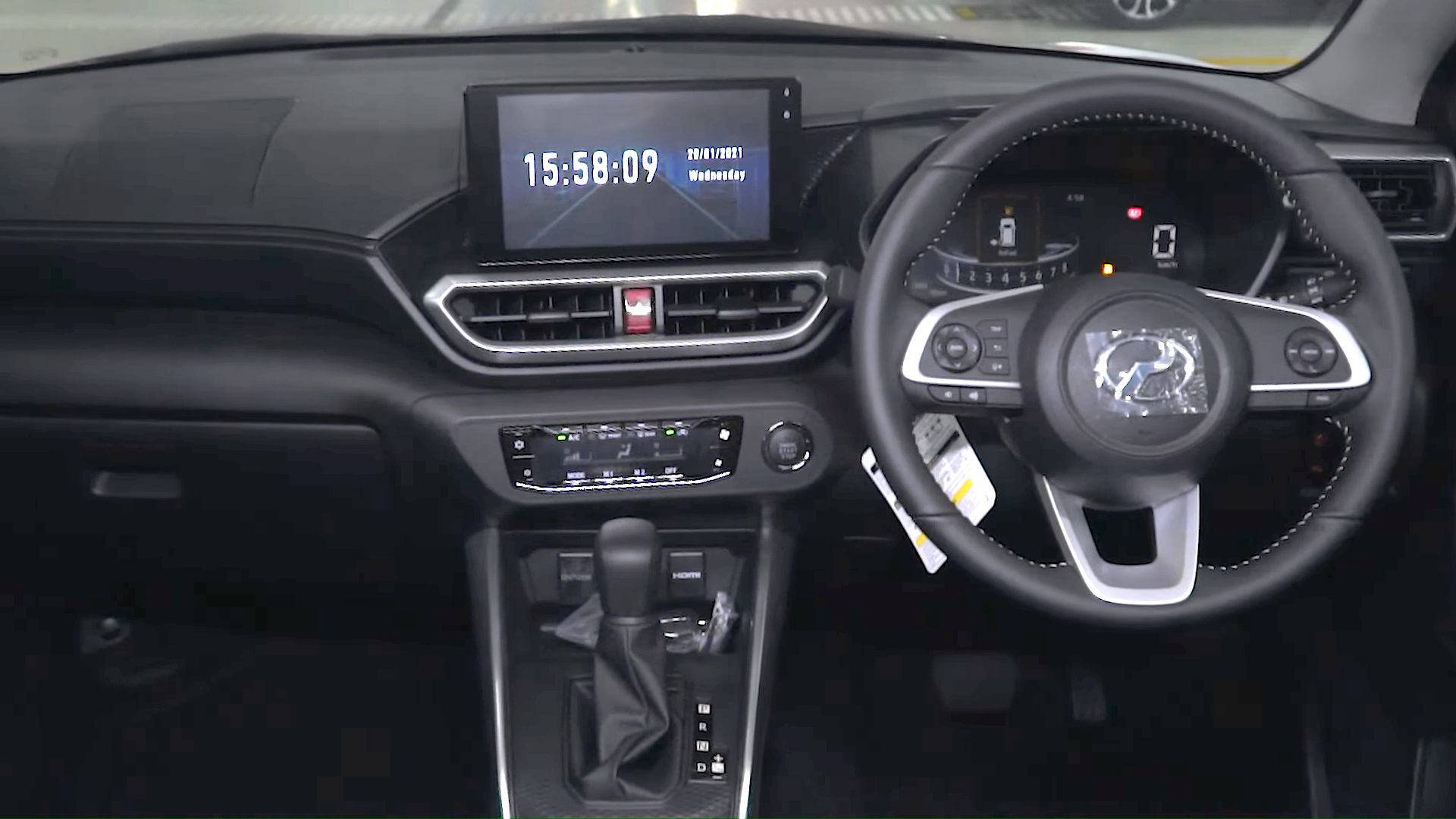
Интерьер

## Двигатели
| Тип        | Код     | Объём            | Мощность                                                                     | Крутящий момент                                               | Электродвигатель | Аккумулятор            | Трансмиссия           | Код  | Привод   | Годы производства      |
| ---------- | ------- | ---------------- | ---------------------------------------------------------------------------- | ------------------------------------------------------------- | ---------------- | ---------------------- | --------------------- | ---- | -------- | ---------------------- |
| Бензиновый | WA-VE   | 1,2 л (1198 см3) | 64 кВт (86 л. с.) при 6,000 об/мин                                           | 113 Н⋅м при 4,500 об/мин                                      | —                | —                      | Dual Mode CVT (D-CVT) | A201 | Передний | 2021 — настоящее время |
| Бензиновый | WA-VE   | 1,2 л (1198 см3) | 65 кВт (87 л. с.) при 6,000 об/мин                                           | 113 Н⋅м при 4,500 об/мин                                      | —                | —                      | 5-скор. МКПП CVT      | A251 | Передний | 2021 — настоящее время |
| Бензиновый | 1KR-VET | 1,0 л (998 см3)  | 72 кВт (97 л. с.) при 6,000 об/мин                                           | 140 Н⋅м при 2,400—4,000 об/мин                                | —                | —                      | CVT                   | A200 | Передний | 2019—2021              |
| Бензиновый | 1KR-VET | 1,0 л (998 см3)  | 72 кВт (97 л. с.) при 6,000 об/мин                                           | 140 Н⋅м при 2,400—4,000 об/мин                                | —                | —                      | CVT                   | A210 | Полный   | 2019 — настоящее время |
| Бензиновый | 1KR-VET | 1,0 л (998 см3)  | 72 кВт (97 л. с.) при 6,000 об/мин                                           | 140 Н⋅м при 2,400—4,000 об/мин                                | —                | —                      | 5-скор. МКПП CVT      | A250 | Передний | 2021 — настоящее время |
| Бензиновый | 1KR-VET | 1,0 л (998 см3)  | 72 кВт (97 л. с.) при 6,000 об/мин                                           | 140 Н⋅м при 2,400—4,000 об/мин                                | —                | —                      | CVT                   | A270 | Передний | 2021 — настоящее время |
| Гибридный  | WA-VEX  | 1,2 л (1198 см3) | ДВС: 60 кВт (80 л. с.) при 5,600 об/мин Электродвигатель: 78 кВт (105 л. с.) | ДВС: 105 Н⋅м при 3,200—5,200 об/мин Электродвигатель: 170 Н⋅м | E1A (синхронный) | 4.3 А/ч (литий-ионный) | —                     | A202 | Передний | 2021 — настоящее время |

## Продажи

### Daihatsu Rocky
| Год  | Япония | Индонезия |
| ---- | ------ | --------- |
| 2019 | 7,808  |           |
| 2020 | 31,153 |           |
| 2021 | 21,392 | 10,737    |
| 2022 | 22,223 | 9,885     |

### Toyota Raize
| Год  | Япония  | Индонезия | Мексика | Филиппины | Вьетнам |
| ---- | ------- | --------- | ------- | --------- | ------- |
| 2019 | 16,601  |           |         |           |         |
| 2020 | 126,038 |           |         |           |         |
| 2021 | 81,880  | 22,923    | 788     |           | 769     |
| 2022 | 83,620  | 24,092    | 7,189   | 13,279    | 6,900   |

### Subaru Rex
| Год  | Япония |
| ---- | ------ |
| 2022 | 269    |